# Турень
Туре́н(ь) (фр. Touraine) — французская историческая область с центром в городе Тур. Часть живописной долины Луары, занесённой в список Всемирного наследия. За своё необычайное плодородие именуется садом Франции.
Во время политической реорганизации территории Франции во время Великой французской революции, в 1790 году, территория Турена была разделена между департаментами Эндр и Луара, Луар и Шер и Эндр.

## История
В IX веке Турен вместе с соседними территориями был выделен Карлом II в управление Роберту Сильному, предку Капетингов. После пребывания в составе земель Гуго Аббата вновь вернулась во владения Робертинов.
Далее земля Турени в качестве виконтства выделялась Робертинами своим вассалам: первой анжуйской династии Ингельгерингов, затем графам де Блуа. С 941 года Турен образовал особое графство, предмет соперничества графов Анжу и Блуа, ставшими в X веке фактически независимыми феодалами и могущественными соперниками новой династии Капетингов в центральной Франции. Большая часть Турена и графский титул в итоге оставалась принадлежать графам де Блуа.
Тибо III, граф де Блуа, получив в 1037 году графскую корону, отказался приносить вассальную присягу королю Франции Генриху I и поднял мятеж против него. В ответ тот, как верховный сюзерен, передал Турен в 1040 году графу Анжу. Война окончилась победой Жоффруа II Мартеля, графа Анжуйского, и занятием им в 1044 году Тура.
В 1060 году Турен вместе с Анжу перешёл по женской линии роду графов Гатине́, получивших впоследствии имя Плантагенетов и ставших королями Англии, герцогами Нормандии и Аквитании. Так эта земля вошла в состав Анжуйской империи.
В 1204 году Филипп II Август присоединил Турен среди прочих владений английского короля к землям французской короны. В 1360 году Турен возведен в герцогство и неоднократно отдавалась в ленное владение французским принцам в качестве апанажа. В 1584 году, после смерти Франциска Алансонского, брата Генриха III, окончательно присоединена к французской короне.

## Лингвистические особенности

Турень, наложенная на границы современных департаментов Франции

Широко распространено представление, согласно которому французский язык жителей Турена — самый «чистый» во Франции. Вероятно, его история восходит к первым грамматикам французского языка, написанным для иностранцев, а также путеводителям, рекомендовавшим посещение Тура, Блуа и Орлеана как городов, где можно услышать образцовый французский. В XIV—XVII веках, когда ещё не существовало единого французского языка, язык Турена, действительно, был наиболее близок к тому, который иностранцы могли изучить по книгам, поскольку на него оказывала влияние близость королевского двора, размещавшегося в замках Луары. Эту репутацию подкрепляла также известность поэтов Плеяды и Франсуа Рабле (родом из Шинона) а позднее — Бальзака (уроженца Тура). В наши дни, однако, нет оснований считать французский язык Турена особенно правильным с точки зрения грамматики, а нормативным произношением считается произношение образованных парижан.

## Виноделие
Турень относится к винодельческому региону долина Луары. Самым благородным в Турени считается белое вино Вувре, которое производят из шенена в одноимённом селении. На противоположном от Вувре берегу Луары находится аппелласьон Монлуи, где также возделывается шенен. Апелласьоны Бургей и Шинон специализируются на красных винах. Более стандартные для Луары вина вырабатываются аппелласьонами Турень-Амбуаз, Турень-Азей-лё-Ридо, Турень-Мелан.